# پرتو مرگ
پرتو مرگ یا اشعه مرگ (به انگلیسی: Death ray) یک اشعه ذره‌ای نظری (تئوری) یا سلاح الکترومغناطیسی در دهه‌های ۱۹۲۰ تا ۱۹۳۰میلادی بود که ادعا شد مستقلاً توسط نیکولا تسلا اختراع شده‌است. در سال ۱۹۵۷، شورای ملی مخترعان بازهم لیست اختراعات نظامی را منتشر کرد که شامل اشعه مرگ می‌شد.
در حالی که بر اساس داستان‌های علمی تخیلی، تحقیق در مورد سلاح‌های مبتنی بر انرژی، که تفکر گذشته الهام بخش آن‌ها است، به سلاح‌های واقعی در استفاده توسط وسایل نظامی که بعضی اوقات، یک شکلی از اشعه مرگ نامیده می‌شوند کمک کرده‌است، برای مثال، نیروی دریایی ایالات متحده و سیستم سلاح لیزری اش یا LaWS (اختصاری Laser Weapon System) که در اواسط ۲۰۱۴ گسترش یافت. این چنین جنگ‌افزارهایی هستند که به عنوان جنگ‌افزار انرژی هدایت شده شناخته می‌شوند.